# Corina Koller
Corina Koller (* in Leoben-Hinterberg) ist eine österreichische Opernsängerin.

## Biographie
Corina Koller wuchs in Leoben im österreichischen Bundesland Steiermark auf. In ihrer Jugend lernte sie klassisches Ballett und erhielt Unterricht in Blockflöte, Klavier und Gesang an der Musikschule Leoben. Nach Absolvieren der Matura studierte sie in Graz, wo sie 2017 an der Karl-Franzens-Universität das Masterstudium Kunstgeschichte und 2020 an der Universität für Musik und darstellende Kunst das Masterstudium Gesang mit Auszeichnung abschloss. Ihre Masterarbeit im Fach Gesang beschäftigte sich mit dem Raub geistigen Eigentums der Frau am Beispiel Johann Wolfgang von Goethes und seiner Muse Marianne von Willemer sowie Felix Mendelssohn Bartholdys und seiner Schwester Fanny Hensel. Die Arbeit wurde 2021 mit dem mit 3000 € dotierten „Würdigungspreis für studentische Spitzenleistungen“ des Bundesministeriums für Bildung, Wissenschaft und Forschung ausgezeichnet.
Corina Koller besuchte Meisterkurse bei Emma Kirkby, Gabriele Lechner, Linda Watson, Romualdo Savastano und Cheryl Studer. Noch während des Studiums sang sie unter anderem die Partie der Frau Fluth in Die lustigen Weiber von Windsor und debütierte in Hauptrollen am Stadttheater Leoben: 2017 als Rosalinde in Die Fledermaus, 2018 als Hanna Glawari in Die lustige Witwe und 2019 als Sylva Varescu in der Csárdásfürstin. Ebenfalls 2019 erhielt Koller das Bayreuth-Stipendium der Richard-Wagner-Stipendienstiftung und gewann bei der International Otto Edelmann Singing Competition den Publikumspreis, den Hermann Leopoldi Musikpreis für die beste Darstellung einer Operetten-Arie sowie den Sonderpreis für ein Engagement bei der Oper Burg Gars. 2022 gewann sie beim Wettbewerb „Zukunftsstimmen“ von Elīna Garanča den zweiten Preis.
Unmittelbar nach Abschluss ihres Studiums debütierte Koller im Musical Anatevka an der Oper Graz. Infolge der COVID-19-Pandemie war die Spielzeit 2020/21 von zahlreichen Unsicherheiten geprägt. Verschoben wurden nicht nur Auftritte in Graz, sondern auch eine erneute Leobner Produktion der Fledermaus. Seit der Spielzeit 2021/22 war sie beim Opernstudio, dem Nachwuchsprogramm der Oper Graz, verpflichtet. In dieser Saison sang sie unter anderem in Verdis La forza del destino, die Titelrolle in Nico Dostals Clivia bei der Aufführung am Silvesterabend 2021 und in Peter Lunds Kinderoper Hexe Hillary geht in die Oper am Next Liberty. Besonders positives Echo erhielt sie für ihre Verkörperung der Micaëla in Bizets Carmen an der Oper Burg Gars im Juli 2022 – Kritiken lobten sie als „die Entdeckung der Produktion“ und hoben ihre Partie als „eindeutig eindrucksvollste Leistung“ des Abends hervor. Im folgenden Sommer debütierte sie als Kurfürstin Marie in Der Vogelhändler beim Lehár Festival Bad Ischl. Seit der Spielzeit 2023/24 ist sie reguläres Mitglied im Ensemble der Oper Graz.
Neben ihren Rollen in Operette und Oper absolviert Koller auch Auftritte als Konzertsängerin, unter anderem in Mendelssohn Bartholdys Lobgesang, Mahlers 4. Sinfonie und Loriots Der Ring an einem Abend. Im Rahmen des Steirischen Herbstes war Koller im Oktober 2019 bei der Uraufführung der Oper Consumnia des zeitgenössischen Komponisten Sehyung Kim und im September 2020 bei einer Performance von Lulu Obermayers L’Opra fatale – Eine Intervention zu sehen. 2023 sang sie bei der Oper Burg Gars das Sopransolo in Orffs Carmina Burana.

## Künstlerisches Wirken (Auswahl)

### Oper & Operette
- Johann Strauss: Die Fledermaus (Rolle: Rosalinde),  Stadttheater Leoben 2017
- Franz Lehár: Die lustige Witwe (Rolle: Hanna Glawari), Stadttheater Leoben 2018
- Sehyung Kim: Consumnia (Rolle: Demetria), im Rahmen des Steirischen Herbstes 2019
- Emmerich Kálmán: Die Csárdásfürstin (Rolle: Sylva Varescu), Stadttheater Leoben 2019
- Lulu Obermayer: L’Opra fatale – Eine Intervention (Rolle: Tosca), im Rahmen des Steirischen Herbstes 2020
- Jerry Bock: Anatevka (Rollen: Hodel, Chava), Oper Graz 2020, 2022
- Nico Dostal: Clivia (Rolle: Clivia), Oper Graz 2021
- Peter Lund: Hexe Hillary geht in die Oper (Rolle: Maria Bellacanta), Next Liberty 2021
- Giuseppe Verdi: La forza del destino (Rolle: Curra), Oper Graz 2021
- Georges Bizet: Carmen (Rolle: Micaëla), Oper Burg Gars 2022
- Carl Zeller: Der Vogelhändler (Rolle: Kurfürstin Marie), Lehár Festival Bad Ischl 2023

### Konzertauftritte
- Georg Friedrich Haas: 7 Klangräume zu den unvollendeten Fragmenten des Requiems von W. A. Mozart (Sopransolistin), Stefaniensaal Graz 2019
- Felix Mendelssohn Bartholdy: Lobgesang (Sopransolistin) Stefaniensaal Graz 2019
- Gustav Mahler: 4. Sinfonie (Sopransolistin), Stefaniensaal Graz 2020
- Richard Wagner/Loriot: Der Ring an einem Abend, Oper Graz 2022
- Carl Orff: Carmina Burana, Oper Burg Gars 2023